# إيونيل غيريا
كان إيونيل غيريا، المعروف أيضًا باسم إيوان دوبروجينو غيريا أو إيون دي. غيريا (1895 – 15 ديسمبر 1978)، فيلسوفًا رومانيًا وكاتب مقالات وعازف بيانو متمرس. لم يول غيريا السياسة قدرًا من الأهمية على اختلاف أشكالها، رغم محيطه العائلي، فوالده قسطنطين دوبروجينو غيريا، المنظر والناقد الماركسي، وشقيقه المناضل الشيوعي ألكسندرو «ساشا» غيريا، لكنه تبنى صيغة غير سياسية من التحررية اليسارية. اجتهد على نفسه بنفسه عمومًا، وبات مهتمًا بالحركة الجمالية التي يتبناها زوج شقيقته، بول زريفوبول، فأصبح إحدى المرجعيات الرئيسية له. عندما كان شابًا، اصطحبه زريفوبول للقاء الكاتب المسرحي إيون لوكا كاراجاله وعائلته، الذين كان لهم تأثير أيضًا على كتابات غيريا، ومحور مذكراته في شيخوخته. كانت الرواية التي كتبها غيريا بالاشتراك مع لوكا كاراجاله عام 1920 مستهل طريقه ككاتب، وهي أيضًا مساهمته الوحيدة من هذا النوع. بعد وفاة قسطنطين وسجن ساشا، تعين عليه تولي شؤون الأسرة، لكن سوء إدارته لأموالهم أدى به إلى يأس محبط؛ اختفى لفترة وجيزة في عام 1924، وساد الظن بأنه انتحر.
حظي غيريا بالنجاح الوطني بصفته عازف مرافق لجورج إينيسكو ومدرب موسيقي في معهد بوخارست للموسيقا، وأصبح كذلك كاتب مقالات أدبية معتبرًا ونال استحسانًا لنهجه الانطباعي وتعبيره المباشر. برز في رومانيا أيضًا كعالم ظواهر، وأنطولوجي، وفيلسوف في فن الجماليات؛ لُخصت أعماله الرئيسية ونُشرت في فرنسا تحت عنوان أنا والعالم (1933)، الذي تُرجم إلى الرومانية بعد نحو ست سنوات من وفاته. تجاوزت صداقة غيريا الدائمة مع الفيلسوف قسطنطين نويكا الحواجز الاثنية والأيديولوجية، مما جعله أيضًا على اتصال بالمفكر المتطرف ناي إيونيسكو. قُمع غيريا خلال العقد الأول من الشيوعية الرومانية، بصفته مناهض للسلطوية، إذ وصمه قسطنطين إيونيسكو غوليان، الفيلسوف الرسمي للنظام، بأنه «منحل». عاود الظهور في ستينيات القرن العشرين بصفته كاتب مذكرات ومترجم لكتابات نيتشه، وسعى بعد ذلك إلى تقديم تفاصيل عن حياة عائلة والده. ظهرت مختارات من مقالات غيريا في تتابع سريع، ولكن العامة قابلوه بالتجاهل عمومًا وقت وفاته بعد أن عاش حياة منغلقة.

## السيرة الذاتية

### أصوله وبدايات حياته
ولد لعائلة يهودية في بلويشت، وكان الطفل الثالث لعميد الماركسية قسطنطين دوبروجينو غيريا وزوجته صوفيا (كنيتها قبل الزواج بارسيفسكا، أو بارسيفسكايا)، التي اشتهرت كمترجمة لقصص أنطون تشيخوف ومكسيم غوركي. يعود أصل الأسرة إلى إيكاترينوسلاف، جزء أوكراني من الإمبراطورية الروسية: فر غيريا الأب، المولود باسم سولومون أبراموفيتش كاتز، إلى رومانيا هربًا من الاضطهاد بسبب نشاطه السياسي، وعمل في وظائف عديمة الشأن قبل أن يحصل على فرصته في الصحافة. تزوج صوفيا في لاشي؛ كانت ابنة طاهٍ بولندي ماهر، وتشارك مع غيريا في العمل أيضًا. قبيل ولادة إيونيل، كان والده ووالدته وأشقاءه البالغون يديرون مطعم بلويشت ترين ستيشن، ملتقى للتعاملات التجارية والأنشطة الأدبية، وكان أيضًا مستراحًا للماركسيين الرومانيين والمنفيين الروس، بمن فيهم ليون تروتسكي وبافل أكسلرود. سرعان ما صنع ألكسندرو لنفسه اسمًا كاشتراكي ثوري، ومن ثم مناضل شيوعي.
تلقى غيريا تعليمه الابتدائي في المنزل وأكمله في مدرسة سان بيتر وبول الثانوية المحلية، حيث تخرج من قسم العلوم. وفي ذلك الوقت تقريبًا التقى الأخوان غيريا بالكاتب والراديكالي السياسي إن. دي. كوسيا، الذي كان، حسب تعبير إيونيل، يتمتع «بقوة جذب كبيرة». انقسم ألكسندرو وإيونيل حول قضايا سياسية: ففي حين كان كلاهما يدعو إلى الاشتراكية، لم ير إيونيل في نفسه «روحًا سياسية على الإطلاق»؛ ثم لامه كوسيا على سلبيته الواضحة: «حدثني قائلًا إنه سيأتي وقتٌ لن آسف عنده بأني لا أهتم لمستقبل البشرية ولا أقاتل من أجلها». عاش إيونيل مع شقيقته الكبرى شتيفانيا وزوجها، الناقد الأدبي بول زريفوبول، في ألمانيا لفترة من الوقت، وخاصة في لايبزيغ، واستقر في إيطاليا أيضًا، لكنه عاد إلى وطنه عند اندلاع الحرب العالمية الأولى. تعرف على كاراجاله في منزل والده في بلويشت وسينايا، وفي ألمانيا كذلك؛ أصبح غيريا صديقًا للوكا (لوكي)، الابن الأصغر للكاتب المسرحي. وكان من بين الشخصيات الثقافية الأخرى التي التقى بها في منازل العائلة باربو شتيفانسكو ديلافرانسيا، وألكسندرو فلاخوتسه، وجورجي كوشبوك، وبانيت تشيرنا، وسكستيل بوشكاريو. تشمل مذكراته صورًا شخصية مرسومة بوضوح بالإضافة إلى حكايات عن كاراجاله ونجله البكر، ماتيو.
وحسبما أشار عالم الاجتماع الثقافي زيغو أورنيا، فقد أنهت الحرب آفاق غيريا الشاب للدراسة في ألمانيا؛ رغم أن هذا الفشل الواضح كان يحز في نفس والده، فقد رأى إيونيل في ذلك فرصة لقراءة ما يروق له فقط، وتحول تدريجيًا نحو البوهيمية. يرى الناقد الأدبي ألكسندرو باليولوغو أن زريفوبول هو صاحب «التأثير الفكري» الأكبر على غيريا الابن – فقد تواءمت مساهماتهما الأدبية دومًا، وإن لم تكن متشابهة تمامًا. في نحو عام 1915، كان إيونيل من بين الحاضرين حين ألقى غيريا الأب بعضًا من خطاباته المختارة في تجمعات الحزب الاشتراكي الديمقراطي. ووفقًا لتقرير نُشر في دورية أوبينيا في ذلك العام، ظهرت أولى مساهماته الفلسفية في دورية نوا ريفيستا رومانا التابعة لقسطنطين ردوليسكو مترو. كان إيونيل قد التحق بكلية الآداب بجامعة بوخارست، حيث أصبح صديقًا مقربًا للشاعر أرتور إينيسكو والتقى بزميله الناقد تيودور فيانو. كان أيضًا على معرفة وثيقة بلوتشيا ديميتريوس، وساعدها مع زريفوبول على بدء حياتها المهنية كروائية.
كان عدم حصول إيونيل غيريا على شهادة جامعية يثير استياء والده كثيرًا، فقد فضل التركيز على حياته الأدبية عوضًا عن ذلك. وكتب بالتعاون مع لوكي، رواية السُذج الدهاة. وردت له دراسة في علم نفس المراهقين على صفحات دورية فياتسا رومنيسكا عام 1920 ونالت التقدير بعد وفاته. صدم هذا العمل الحساسيات المحافظة بفعل إباحيته المفترضة، ولم تتناوله المجلة الأدبية إلا بعد وساطة زريفوبول. رعا إيونيل وشتيفانيا والدهما أثناء مرضه العضال في عام 1920؛ وعلى إثر وفاة لوكي في العام التالي، لم يعاود غيريا الابن الكتابة الروائية. في عام 1922، تزوج ابنة مهندس روماني، من عائلة بوبوفيتشي، ويعود أصلهم إلى بلويشت؛ جاءته بمهر كبير. شارك ألكسندرو في تأسيس حزب شيوعي روماني، نشاطٌ تسبب في مقاضاته من خلال محاكمة ديلول سبيري لعام 1922. وحضرت صوفيا محضر الجلسات، لكنها أُبعدت عنها بسبب انهيارها العاطفي. خلال هذه الفترة، كان إيونيل يتولى شؤون الأسرة، لكنه خسر بعض الأصول - ما يصل إلى 200 ألف ليو - بسبب مجازفته في السوق. وفي بدايات عام 1924، قدم أقرباءه بلاغًا بفقدانه، مخافة أن يؤذي «الشاب الهش» نفسه لشعوره بالخزي. وبناء على تفاصيل رسالة وجهها إلى زوجته، أفادت أوبينيا أنه انتحر في كونستانتسا يوم 5 مارس؛ وبحسب ما ورد سافر ألكسندرو غيريا وزريفوبول إلى المدينة بنفسيهما لمعرفة أساس هذا الخبر.